# Edward J. Ruppelt
Edward J. Ruppelt (* 17. Juli 1923 in Grundy Center, Iowa; † 15. oder 19. September 1960 in Long Beach, Kalifornien) war ein US-amerikanischer Luftwaffenoffizier zuletzt im Rang eines Captains, der international durch seine Mitarbeit am Project Blue Book zur Untersuchung des UFO-Phänomens bekannt wurde.

## Leben
1942 trat Ruppelt in das United States Army Air Corps ein und diente im Zweiten Weltkrieg. Nach Kriegsende trat er in die Reserve über und absolvierte an der Iowa State University ein Studium der Luft- und Raumfahrttechnik, das er 1951 mit einem Bachelor of Science abschloss. 
1951 übernahm Ruppelt in der 1947 gegründeten United States Air Force als Mitglied des Air Tecnical Intelligence Center (ATIC) auf der Wright-Patterson Air Force Base bis 1953 die Führung des Projekts Blue Book. Danach wechselte er in die Luft- und Raumfahrtindustrie.
1956 publizierte Ruppelt The Report on Unidentified Flying Objects  (Garden City, New York, Doubleday and Company). 1959 publizierte er eine zweite Auflage, in der drei Kapitel hinzugefügt waren und in denen er explizit erklärte, dass UFOs nicht außerirdischer Herkunft sind. Einige Ufologen glaubten, dass diese Revision ein Ergebnis staatlicher Stellen sei, andere, dass sie ein Ergebnis der zahlreichen „wilden Behauptungen“ (wild claims) von so genannten Kontaktlern waren. Bereits im Mai 1958 hatte er erklärt:
I have visited Project Blue Book since 1953 and am now convinced that the reports of UFOs are nothing more than reports of balloons, aircraft, astronomical phenomena, etc. I don´t believe they are anything from outer space.
Ruppelt starb im September 1960 37-jährig überraschend an einem Herzinfarkt und hinterließ eine Witwe.

## Trivia
In dem Dokudrama Unidentified Flying Objects: The True Story of Flying Saucers von 1956 wurde Ruppelt von Robert Phillips dargestellt. 